# Fourth Division 1977-1978
La Fourth Division 1977-1978 è stato il 20º campionato inglese di calcio di quarta divisione. Il titolo di campione di lega è stato vinto dal Watford (al primo successo nella competizione), che è salito in Third Division insieme a Southend United (2º classificato), Swansea City (3º classificato) e Brentford (4º classificato).
Capocannonieri del torneo sono stati Alan Curtis (Swansea City) e Steve Phillips (Brentford) con 32 reti a testa.

## Stagione

### Novità
Al termine della stagione precedente insieme ai campioni di lega del Cambridge United, salirono in Third Division anche: l'Exeter City (2º classificato), il Colchester United (3º classificato) ed il Bradford City (4º classificato)
Queste squadre furono rimpiazzate dalla quattro retrocesse provenienti dalla categoria superiore: Reading, Northampton Town (entrambi scesi dalla terza divisione dopo una sola stagione), Grimsby Town e York City (quest'ultimo, alla seconda retrocessione consecutiva, fece ritorno in quarta divisione dopo sette anni di assenza).
In fondo alla classifica: l'Halifax Town (costretto a sottoporsi al processo elettivo dopo la retrocessione patita nella stagione precedente), l'Hartlepool Utd ed il Southport, mantennero il loro status nella lega, mentre la candidatura del Workington (alla quarta rielezione consecutiva) fu bocciata e così dopo venticinque anni i reds della Cumbria furono esclusi dalla Football League. Al loro posto subentrarono i londinesi del Wimbledon FC, campioni della Southern League. Nella tabella sottostante è riportato l'esito della votazione per l'ammissione al campionato (a partire da questa stagione solo due club non- league, selezionati da un apposito comitato della lega calcio inglese, ebbero accesso all'elezione).
| Club              | Lega            | Voti | Verdetto     |
| ----------------- | --------------- | ---- | ------------ |
| Halifax Town      | Fourth Division | 44   | Rieletto     |
| Hartlepool United | Fourth Division | 43   | Rieletto     |
| Southport         | Fourth Division | 37   | Rieletto     |
| Wimbledon FC      | Southern League | 27   | Eletto       |
| Workington        | Fourth Division | 21   | Non rieletto |
| Altrincham        | Southern League | 12   | Non eletto   |

### Formula
Le prime quattro classificate venivano promosse in Third Division, mentre le ultime quattro erano sottoposte al processo di rielezione.

## Squadre partecipanti
| Squadra           | Città              | Stadio            | Stagione precedente                                  |
| ----------------- | ------------------ | ----------------- | ---------------------------------------------------- |
| Aldershot         | Aldershot          | Recreation Ground | 17º posto in Fourth Division                         |
| Barnsley          | Barnsley           | Oakwell           | 6º posto in Fourth Division                          |
| Bournemouth       | Bournemouth        | Dean Court        | 13º posto in Fourth Division                         |
| Brentford         | Londra (Hounslow)  | Griffin Park      | 15º posto in Fourth Division                         |
| Crewe Alexandra   | Crewe              | Gresty Road       | 12º posto in Fourth Division                         |
| Darlington        | Darlington         | Feethams Ground   | 11º posto in Fourth Division                         |
| Doncaster Rovers  | Doncaster          | Belle Vue         | 8º posto in Fourth Division                          |
| Grimsby Town      | Grimsby            | Blundell Park     | 23º posto in Third Division, retrocesso              |
| Halifax Town      | Halifax            | The Shay          | 21º posto in Fourth Division, rieletto               |
| Hartlepool United | Hartlepool         | Victoria Park     | 22º posto in Fourth Division, rieletto               |
| Huddersfield Town | Huddersfield       | Leeds Road        | 9º posto in Fourth Division                          |
| Newport County    | Newport            | Somerton Park     | 19º posto in Fourth Division                         |
| Northampton Town  | Northampton        | County Ground     | 22º posto in Third Division, retrocesso              |
| Reading           | Reading            | Elm Park          | 21º posto in Third Division, retrocesso              |
| Rochdale          | Rochdale           | Spotland Stadium  | 18º posto in Fourth Division                         |
| Scunthorpe United | Scunthorpe         | Old Showground    | 20º posto in Fourth Division                         |
| Southend United   | Southend on Sea    | Roots Hall        | 10º posto in Fourth Division                         |
| Southport         | Southport          | Haigh Avenue      | 23º posto in Fourth Division, rieletto               |
| Stockport County  | Stockport          | Edgeley Park      | 14º posto in Fourth Division                         |
| Swansea City      | Swansea            | Vetch Field       | 5º posto in Fourth Division                          |
| Torquay United    | Torquay            | Plainmoor         | 16º posto in Fourth Division                         |
| Watford           | Watford            | Vicarage Road     | 7º posto in Fourth Division                          |
| Wimbledon FC      | Londra (Wimbledon) | Plough Lane       | 1º posto in Southern League Premier Division, eletto |
| York City         | York               | Bootham Crescent  | 24º posto in Third Division, retrocesso              |

## Classifica finale
|  | Pos. | Squadra           | Pt | G  | V  | N  | P  | GF | GS | DR  |
|  | ---- | ----------------- | -- | -- | -- | -- | -- | -- | -- | --- |
|  | 1    | Watford           | 71 | 46 | 30 | 11 | 5  | 85 | 38 | +47 |
|  | 2    | Southend Utd      | 60 | 46 | 25 | 10 | 11 | 66 | 39 | +27 |
|  | 3    | Swansea City      | 56 | 46 | 23 | 10 | 13 | 87 | 47 | +40 |
|  | 4    | Brentford         | 56 | 46 | 21 | 14 | 11 | 86 | 54 | +32 |
|  | 5    | Aldershot         | 54 | 46 | 19 | 16 | 11 | 67 | 47 | +20 |
|  | 6    | Grimsby Town      | 53 | 46 | 21 | 11 | 14 | 57 | 51 | +6  |
|  | 7    | Barnsley          | 50 | 46 | 18 | 14 | 14 | 61 | 49 | +12 |
|  | 8    | Reading           | 50 | 46 | 18 | 14 | 14 | 55 | 52 | +3  |
|  | 9    | Torquay Utd       | 47 | 46 | 16 | 15 | 15 | 57 | 56 | +1  |
|  | 10   | Northampton Town  | 47 | 46 | 17 | 13 | 16 | 63 | 68 | -5  |
|  | 11   | Huddersfield Town | 45 | 46 | 15 | 15 | 16 | 63 | 55 | +8  |
|  | 12   | Doncaster         | 45 | 46 | 14 | 17 | 15 | 52 | 65 | -13 |
|  | 13   | Wimbledon FC      | 44 | 46 | 14 | 16 | 16 | 66 | 67 | -1  |
|  | 14   | Scunthorpe Utd    | 44 | 46 | 14 | 16 | 16 | 50 | 55 | -5  |
|  | 15   | Crewe Alexandra   | 44 | 46 | 15 | 14 | 17 | 50 | 69 | -19 |
|  | 16   | Newport County    | 43 | 46 | 16 | 11 | 19 | 65 | 73 | -8  |
|  | 17   | Bournemouth       | 43 | 46 | 14 | 15 | 17 | 41 | 51 | -10 |
|  | 18   | Stockport County  | 42 | 46 | 16 | 10 | 20 | 56 | 56 | +0  |
|  | 19   | Darlington        | 41 | 46 | 14 | 13 | 19 | 52 | 59 | -7  |
|  | 20   | Halifax Town      | 41 | 46 | 10 | 21 | 15 | 52 | 62 | -10 |
|  | 21   | Hartlepool Utd    | 37 | 46 | 15 | 7  | 24 | 51 | 84 | -33 |
|  | 22   | York City         | 36 | 46 | 12 | 12 | 22 | 50 | 69 | -19 |
|  | 23   | Southport         | 31 | 46 | 6  | 19 | 21 | 52 | 76 | -24 |
|  | 24   | Rochdale          | 24 | 46 | 8  | 8  | 30 | 43 | 85 | -42 |

Legenda:
      Promosso in Third Division 1978-1979.
      Rieletto nella Football League.
      Non rieletto nella Football League.
Regolamento:
Due punti a vittoria, uno a pareggio, zero a sconfitta.
A parità di punti le squadre venivano classificate secondo la differenza reti.